# José Casimiro de Lavalle y Zugasti
José Casimiro de Lavalle y Zugasti (Lima, 12 de diciembre de 1777-Cuenca, 22 de octubre de 1815), militar hispano-peruano.

## Biografía
Nació en el seno de la aristocracia colonial como hijo de José Antonio de Lavalle y Cortés, I conde de Premio Real, y de Mariana Zugasti y Ortiz de Foronda.
Estudió en el Convictorio de San Carlos de Lima y luego ingresó a los Reales Ejércitos como subteniente. En 1795, se trasladó a España e, incorporado al Regimiento de Granaderos Voluntarios creado por su hermano José Antonio, peleó en África, Etruria y Gibraltar. En 1808, al estallar la Guerra de Independencia marchó a la defensa de Zaragoza ya con el grado de coronel a ponerse bajo las órdenes de José de Palafox, quien lo nombró gobernador de Lérida. Ascendido a brigadier por las juntas de Cataluña y Aragón y caída Zaragoza en 1809, defendió Lérida de los ejércitos franceses comandados por general Gazan, negando su rendición en marzo y logrando, finalmente, la retirada de los franceses al mes siguiente. Trasladado al ejército de Aragón y Valencia, comandó la división de vanguardia para la defensa de esta última ciudad, pero herido en una de las batallas cayó prisionero en el asedio final. Tras escapar de su prisión en Francia, dirigió nuevamente la primera división y ocupó la comandancia general de Valencia, cargo en el que fue confirmado por Fernando VII cuando este entró a la ciudad.    
Ascendido a mariscal de campo, fue nombrado gobernador de Alicante en 1814 pero, aquejado por una enfermedad, se trasladó a Cuenca, donde falleció en 1815. 